# Kardașivka, Ohtîrka
Kardașivka (în ucraineană Кардашівка) este localitatea de reședință a comunei Kardașivka din raionul Ohtîrka, regiunea Sumî, Ucraina.

## Demografie
Componența lingvistică a localității Kardașivka
     Ucraineană (92,33%)
     Rusă (6,35%)
     Romani (1,32%)
Conform recensământului din 2001, majoritatea populației localității Kardașivka era vorbitoare de ucraineană (92,33%), existând în minoritate și vorbitori de rusă (6,35%) și romani (1,32%).